# Latche
Latche est un lieu-dit situé sur la commune de Soustons, dans le département des Landes. Il est connu pour avoir été l'un des lieux de vacances de l'ancien président de la République française, François Mitterrand, qui y possédait une maison.

## Situation
Le site de Latche se trouve à environ 5 kilomètres à vol d'oiseau de la plage de Soustons, et 7 kilomètres du centre de Soustons par la route.

## Étymologie
L'origine n'est pas attestée et fait l'objet de plusieurs hypothèses, parmi lesquelles :
- le latin lacus : le lac. En gascon, tel qu'on le parle en Marensin, mais aussi en Chalosse, Armagnac ou Bigorre, il signifie la mare[1].
- le bas latin flachia, dérivé du latin classique flaccus, signifiant flaque ou « lieu humide et bourbeux qui commence à se dessécher »[2].
- Littré évoque comme ayant la même origine étymologique le loch écossais (le lac) et le lache germanique, qui signifie aussi mare[1].
- des auteurs ont voulu le rapprocher du basque latxa, le ruisselet, qui se prononce latcha. Latche serait alors un reste de vieille langue pyrénaïque, parlée entre l'Ebre et la rive gauche de la Garonne, avant l'arrivée du latin[1].

## Propriété foncière
Le nom du lieu-dit de Latche est également celui de la propriété foncière qui s'y trouve, constituée d'ancienne maison de gemmeurs du XVIIIe siècle flanquée d'une bergerie et plantée de chênes rouges d'Amérique, de chênes des marais, de liquidambars, de tilleuls et de platanes. Celle-ci a été la propriété de François Mitterrand, de 1965 à 1996.

### Propriété de François Mitterrand
François Mitterrand découvre la région en passant des vacances dans la station balnéaire d'Hossegor. Lors d'une promenade, il découvre Latche. Il rachète en 1965 au baron d'Etchegoyen pour la somme de 4 500 francs l'ancienne maison de gemmeurs, la bergerie attenante et les 1 000 m2 de terrain. Il achète par la suite des terrains limitrophes jusqu'à posséder 45 hectares, principalement constitués de bois et de bruyères. Il transforme la bergerie en son bureau et fait construire deux chalets supplémentaires. 
Une fois devenu président de la République en 1981, il continue de venir en villégiature à Latche, y recevant des amis politiques proches mais aussi des chefs d'État comme Mikhaïl Gorbatchev (en visite officielle le 31 octobre 1991), Helmut Kohl, Helmut Schmidt, Willy Brandt, Felipe González, Shimon Peres ou Mario Soares.
Il intervient même depuis Latche au journal télévisé de 13 heures, le 2 janvier 1983 ; l'entretien, mené par Pierre Lescure, est en fait retardé de 24 heures en raison de l'absence du camion-grue censé assurer la retransmission via une antenne parabolique,. Le photographe Raymond Depardon fait le portrait des lieux, notamment du cabinet de curiosités mêlant deux défenses d'éléphant, un globe géant et des souvenirs (cailloux, pommes de pin, pots de résine), des photographies de sa grand-mère ou de sa fille Mazarine Pingeot.
François Mitterrand passe du temps à Latche lors de son dernier été, écrivant ou recevant Marie-Noëlle Lienemann et Jean-Luc Mélenchon. Il y passe ses réveillons du Nouvel An, notamment celui du 31 décembre 1994 où auraient été dégustés des ortolans, et le dernier, un an plus tard (il quitte les lieux le 2 janvier 1996, six jours avant sa mort).
Une statue de l'ancien Président, conçue par Jacques Raoul, est érigée avenue de Labouyrie à Soustons en 1996. François Mitterrand possédait également une autre maison de vacances à Gordes, dans le massif du Luberon, mais qui restera inconnue jusqu'à sa mort et où il retrouvait Anne Pingeot et leur fille Mazarine.

### Succession
Le domaine demeure la propriété de la famille Mitterrand ; le fils de l'ancien président Gilbert Mitterrand y réside. En 2019, il y lance le rendez-vous politique des « Rencontres de Latche »,.